# Desigualdade

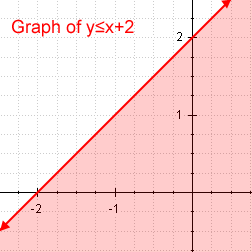
Gráfico de uma inequação que no lugar da igualdade é utilizada algum desses símbolos: <, >, ≤ e ≥.

Em matemática, desigualdade é uma expressão matemática que estabelece uma relação de ordem entre dois elementos. Nos números reais, esta relação é representada pelos símbolos {\displaystyle <,\leq ,>,\geq }, significando, menor, menor ou igual, maior, maior ou igual, respectivamente. De forma mais geral, também podem ser incluídas nas desigualdades expressões contendo a relação de diferença {\displaystyle \neq \,}.

## Exemplos
Exemplos bem conhecidos de desigualdades são:
- Desigualdade das médias, que afirma que a média aritmética é maior ou igual a média geométrica e esta, maior ou igual a média harmônica para números reais positivos.
- Desigualdade triangular, que afirma que o lado de um triângulo é sempre menor que a soma dos outros dois lados.